# Pigen på den lukkede
|  | Denne artikel er oprettet af botten Steenthbot ud fra en ekstern database. Den kan derfor have sproglige fejl eller mangler. Denne skabelon kan fjernes efter kontrol af indholdet. |

Pigen på den lukkede er en dansk dokumentarfilm fra 2023 instrueret af Christian Voldborg Andersen.

## Handling
Anna er 24 år gammel, og hun har en dobbeltdiagnose i form af psykiske lidelser og et stofmisbrug. Siden Anna var 13 år, har hun været svingdørspatient i psykiatrien. Anna er fanget i en ond spiral, hvor hun misbruger stoffer som en form for selvmedicinering til at håndtere sine mange traumer. Dokumentarserien følger Annas liv i tre år ind og ud af psykiatriske afdelinger og i stofmiljøet på Vesterbro i København. Det er en barsk historie om, hvordan Anna kæmper for at overleve en hverdag med stoffer og psykiske lidelser i et behandlingssystem, hun ikke føler hjælper hende på den rigtige måde.